# Chiesa di San Frediano in Cestello
La chiesa di San Frediano in Cestello è un luogo di culto cattolico che si trova in piazza di Cestello, nel quartiere Oltrarno a Firenze, una delle chiese più importanti del quartiere. La chiesa ha un impianto barocco piuttosto severo, a tre navate monumentali con pianta a croce latina.

## Storia e descrizione

### Monastero carmelitano
L'edificio odierno fu costruito sul luogo di una più antica chiesa, il "monastero di Santa Maria degli Angeli", eretto nel 1450 circa per le "Nostre Sorelle bianche", ossia donne consacrate secondo la Regola del Carmelo. Solo in seguito, per motivi storici, divennero monache di clausura. Qui visse e morì Santa Maria Maddalena de' Pazzi, come ricorda una lapide posta sulla parete esterna del monastero su Borgo San Frediano.

Questa santa, entrata nel Carmelo nel 1582, nella preghiera invocava una profonda "rinnovazione" della chiesa. Morì nel 1607, fu beatificata nel 1626 e canonizzata nel 1662. Nel 1628 le monache, per volontà di Papa Urbano VIII Barberini, scambiarono il loro edificio con quello dei Cistercensi in Borgo Pinti, dove fu traslato anche il corpo della consorella beatificata e dove la chiesa è ancora oggi dedicata a Santa Maria Maddalena de' Pazzi. In questa chiesa fu trasferita nel 1544 la pala che la famiglia Bucetti aveva fatto eseguire a Piero di Cosimo, nel 1510 - 1515 circa, per un altare della chiesa di San Pier Gattolini fuori Porta Romana, poi distrutta. La tavola, raffigurante lo Sposalizio mistico di Santa Caterina e Santi, fu poi smembrata.

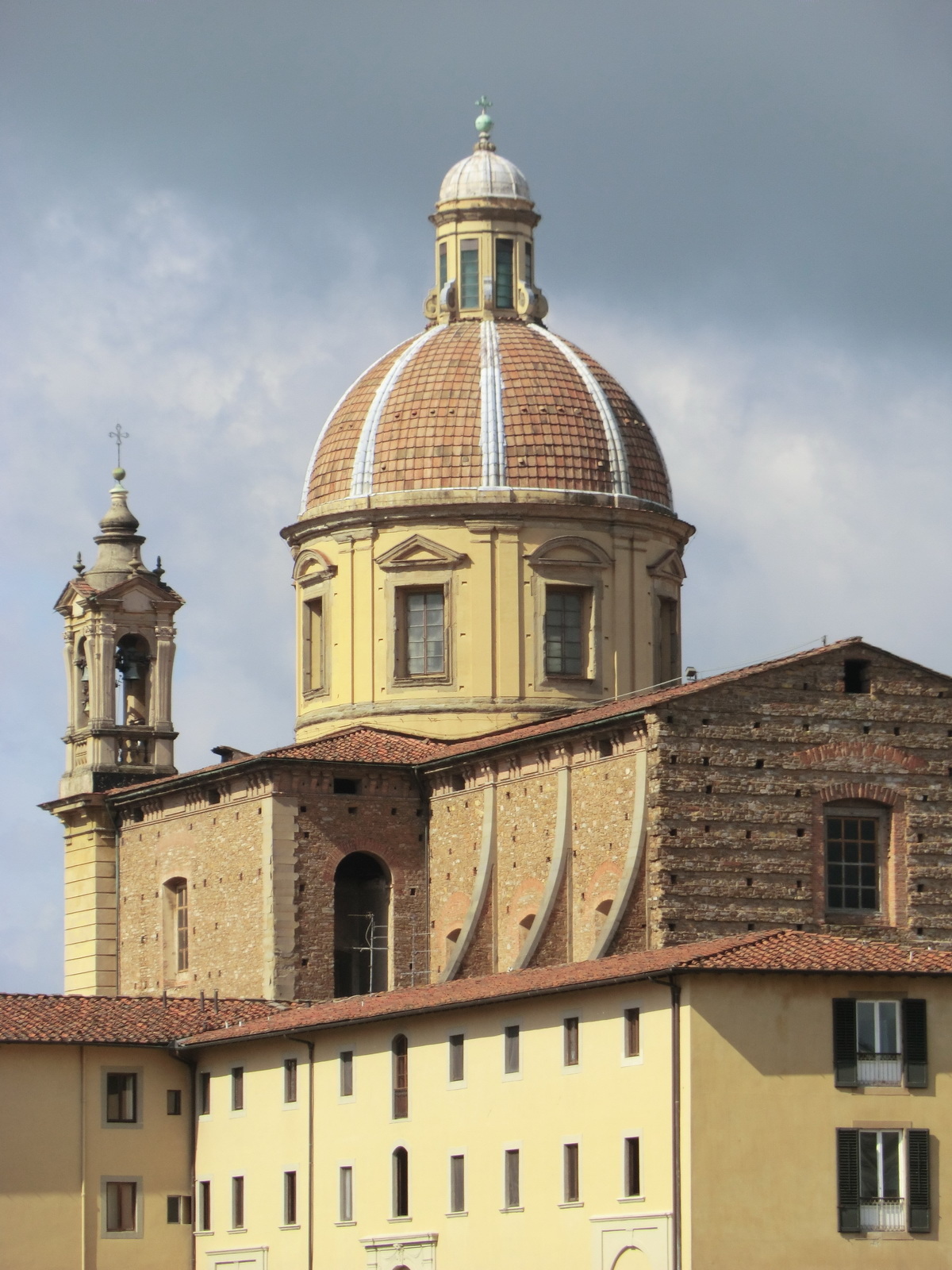
La cupola e il campanile

### I monaci cistercensi
Con i monaci cistercensi la chiesa prese il nome di "Cestello Nuovo", cioè chiesa cistercense nuova, in opposizione alla chiesa "vecchia" di Borgo Pinti. I cistercensi, pur volendo continuare ad utilizzare in parte le antiche strutture, sentirono presto l'esigenza di rinnovare integralmente il convento e soprattutto la chiesa, affidata per la ricostruzione all'architetto Gherardo Silvani, che morì nel 1675. Nel 1680 il progetto fu modificato da Giulio Cerruti che ruotò l'asse della chiesa mettendo l'ingresso verso l'Arno e nel 1689 Antonio Maria Ferri terminò la cupola a tamburo, affrescata nell'interno Scene della Gloria della Maddalena e della Virtù di Antonio Domenico Gabbiani. Questi affreschi, così come la decorazione a stucchi e a pittura sei-settecentesca, tributano in varie forme la santa che qui visse la sua vita claustrale. Per esempio anche nella cappella dedicata a lei dedicata Giovanni Camillo Sagrestani dipinse per l'altare l'Estasi della Santa nel 1702.

Nel 1783, dopo che la chiesa fu trasformata in parrocchia e il monastero soppresso, i locali divennero la sede del Seminario arcivescovile o "Seminario Maggiore", attivo tutt'oggi e famoso per possedere una ricchissima biblioteca di antichi codici medievali, fra i quali il famoso Codice Rustici (1448).

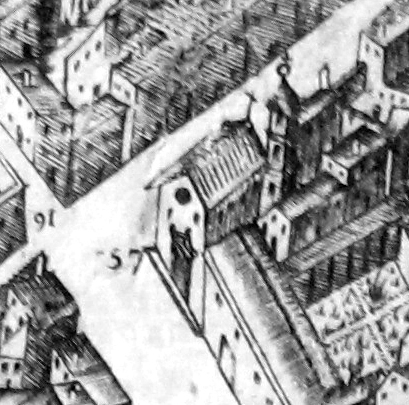
Il primo monastero di San Frediano nella pianta del Buonsignori

Un po' più verso est, ma sempre in prossimità del monastero, all'angolo con la piazza del Carmine, sorgeva una delle più antiche parrocchie fiorentine, intitolata appunto a san Frediano, sorta dove, secondo la leggenda, il santo irlandese, vescovo di Lucca, avrebbe miracolosamente solcato le acque in piena dell'Arno e le avrebbe deviate evitando un'inondazione. La chiesa, fondata nell'XI secolo, è documentata come di proprietà prima dei Vallombrosani e poi dei Cistercensi di Badia a Settimo. L'edificio religioso passò in seguito sotto il patronato del cardinal Soderini, che nel 1514 vi costituì un convento di monache agostiniane: esse custodivano anche la preziosa mitria di san Frediano.
Nel 1793, in piena epoca di secolarizzazioni e soppressioni di ordini monastici non fu risparmiato il monastero, che fu abbattuto per permettere l'allargamento del palazzo Magnago Feroni, in seguito al trasferimento delle monache a Monticelli. Anche la vecchia chiesa di San Frediano venne demolita e nel 1798 il suo titolo, assieme alla reliquia del santo, fu trasferito al "Cestello Nuovo", chiamato da quel momento San Frediano in Cestello.

Nell'Ottocento le occupazioni dei francesi prima e degli austriaci poi provocarono temporanei trasferimenti e chiusure, ma i locali del seminario vennero poi restaurati ed ingranditi all'inizio del XX secolo. Tutt'oggi in questo luogo vengono formati i giovani desiderosi di diventare presbiteri. 

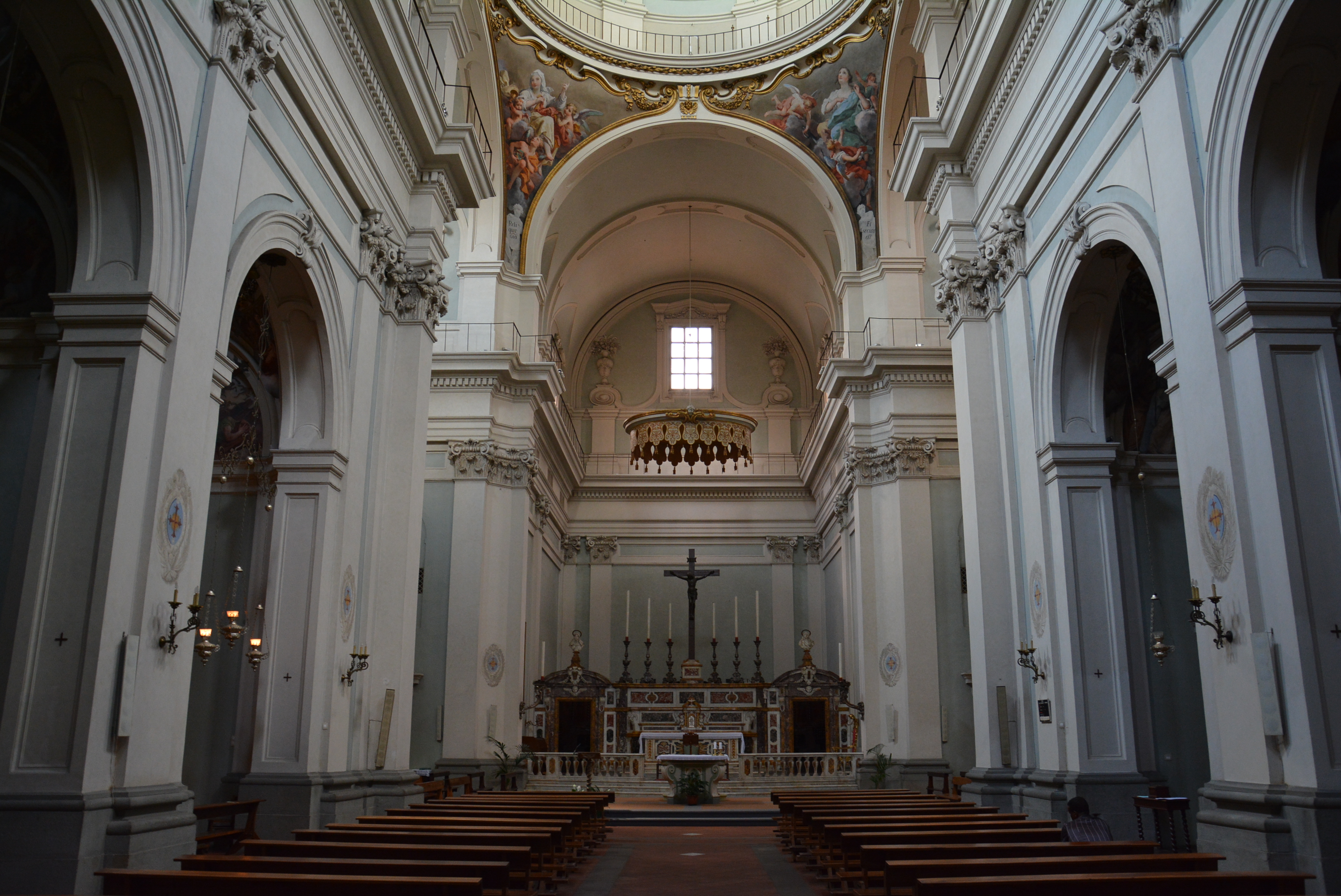
L'interno

All'interno del complesso, che conserva alcune strutture del primitivo convento di Santa Maria degli Angeli, si trovano due chiostri: il primo con al centro la statua di Santa Maria Maddalena de' Pazzi di Antonio Montauti (1726) e un San Bernardo di Chiaravalle che calpesta il demonio di Giuseppe Piamontini (1702); il secondo chiostro fu realizzato da Gherardo e Pierfrancesco Silvani.
Nell'ex refettorio (ora aula magna) si ammira il grande affresco della Cena di Gesù dopo il digiuno nel deserto di Bernardino Poccetti, un tema variante rispetto all'Ultima Cena, tipica dei refettori conventuali.

### Altre opere d'arte

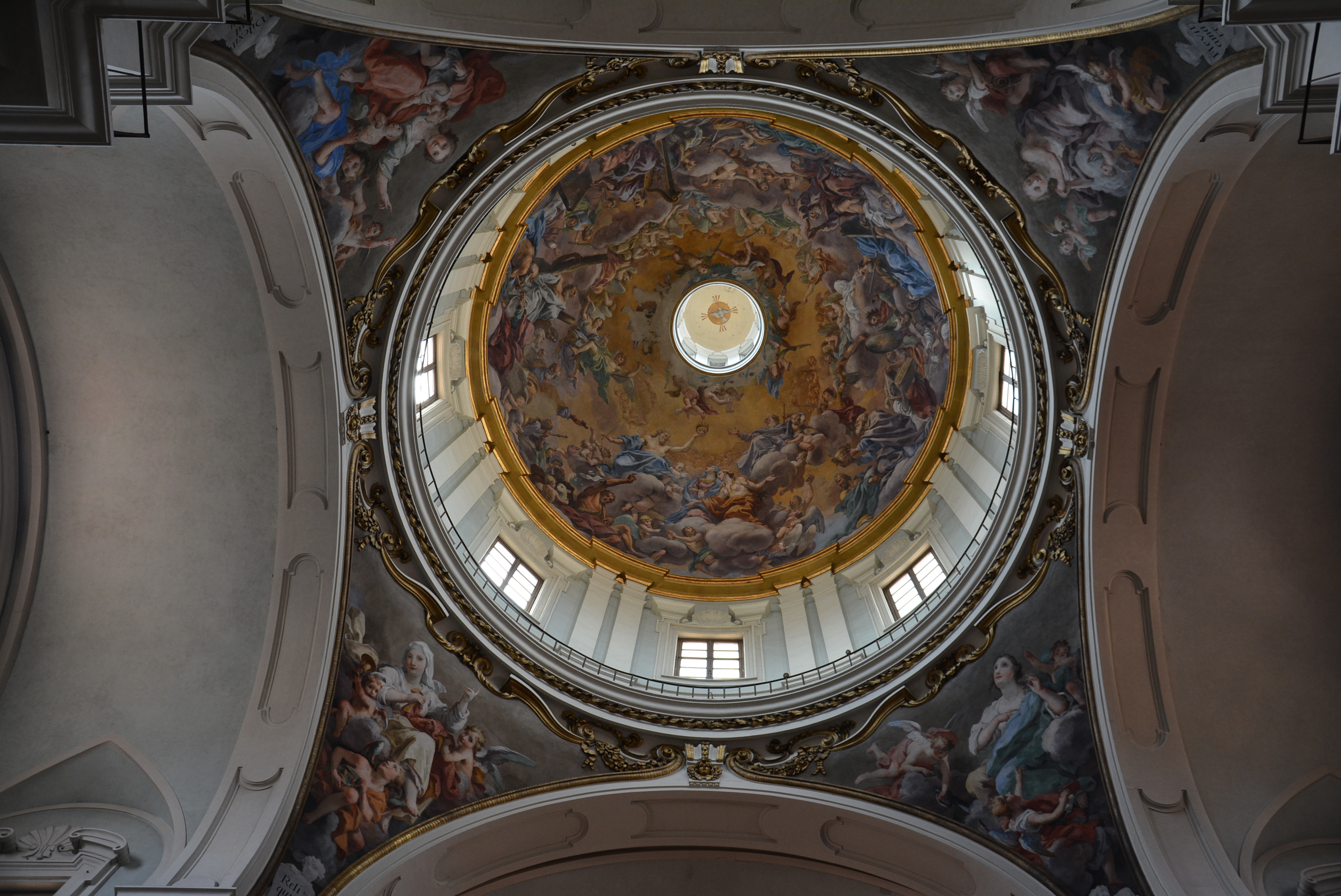
La cupola

- La cupolaSulla parete destra del transetto si trova la tela Madonna in gloria e santi di Francesco Curradi dipinta nel Seicento.

- Sempre nel transetto una grande pala proveniente dalla vecchia chiesa, la Crocifissione con i santi e il Martirio di San Lorenzo di Jacopo del Sellaio.

- Nella terza cappella da sinistra, detta Cappella di San Bernardo, è conservata la Madonna del sorriso, una statua in legno scolpita tra il XIII ed il XIV secolo oggetto di devozione popolare. La stessa cappella è decorata da affreschi di Pier Dandini con episodi della vita del santo fondatore dell'ordine cistercense (1688-89).
- Sulla cantoria in controfacciata si trova l'organo a canne, caratterizzato da una fastosa cassa in stile barocco riccamente decorata con intagli e dorature; esso fu costruito nel 1768 da Antonio e Filippo Tronci per la pieve di Santo Stefano a Campi Bisenzio e trasferito nella sede attuale nel 1818.[2] Nella chiesa antica, invece, vi era uno strumento di Onofrio Zeffirini (1558-1559), andato perduto.[3]